# スパイロ・ザ・ドラゴン
スパイロ・ザ・ドラゴン（Spyro the Dragon）はコンピュータゲームのシリーズ、およびその主人公のドラゴンの名称である。ジャンルはアクションゲーム。日本では1999年（欧米では1998年）に第1作目がPlayStation用ゲームソフトとしてソニー・コンピュータエンタテインメント（SCE、現・ソニー・インタラクティブエンタテインメント、SIE） から発売された。2008年以降はアクティビジョン・ブリザードが権利を保有していたが、2023年10月13日のマイクロソフトによる買収により、現在はマイクロソフトがシリーズに関わる権利を保有している。

## 概要
本作は『クラッシュ・バンディクー』と同じく、ユニバーサル インタラクティブ スタジオ（後のユニバーサル・インタラクティブ、ビベンディ ユニバーサル ゲームズ、アクティビジョン・ブリザード）製作のゲームである。PlayStationでの3部作（3作目は日本未発売）はインソムニアックゲームズ（Insomniac Games）が開発し、サーニーゲームズのマーク・サーニーがプロデュース、およびゲームデザインを手がけた。PlayStation版の音楽はスチュワート・コープランドが担当している。
ただし、ゲームボーイアドバンス版以降は『クラッシュ』と同様にSCEとの共同制作ではなくなったことに伴い、開発元がインソムニアックゲームズから別の開発会社へ変更された。後にインソムニアックゲームズはSCEと共に、『ラチェット&クランク』シリーズや『RESISTANCE〜人類没落の日〜』などを手がける。
アメリカでは "クラッシュ・バンディクー" と並ぶ有名シリーズであったが、日本国内では『クラッシュ』シリーズとは打って変わって販売本数が伸び悩み、続編の発売予定も立ち消えとなってしまっていたが、2013年には9年ぶりとなるシリーズ最新作「スカイランダーズ スパイロの大冒険」が発売された。スカイランダーズ以降は「シュレック」のキャラクターデザイナーであるTom Hesterが、音楽は「パイレーツ・オブ・カリビアン」のハンス・ジマーとローン・バルフが、ストーリーは「トイ・ストーリー」のアレック・ソコロウとジョエル・コーエンが担当している。この「スカイランダーズ スパイロの大冒険」では「スッキリ!!」や「めざましテレビ」や「人生が変わる1分間の深イイ話」での紹介、また体験イベントを行ったりと広報活動をかつてのPlayStation向けに発売していた頃のように多く行っている。販売後は一時トイザらスのオンラインストアで品切れになるほどである。

### ゲーム内容
3DCGで構成されたフィールドマップを自由に動き回る、『スーパーマリオ64』などでお馴染みとなったタイプの3Dアクションゲーム。舞台になるドラゴン族の世界は、360度回転する3Dマップで表現されている。主人公の小さなドラゴン・スパイロがマップ上を移動し、炎を吹く、ジャンプした後に翼を広げて滑空（グライド）、ダッシュ体当たりなどの多彩なアクションを使いマップを進んでいく。操作は非常にシンプルだが、奥が深いゲーム性となっている。マップ上の各所に立っている看板には、プレイのコツや進行上のヒントが書かれている。
ゲームボーイアドバンス版ではポリゴンではなく、『スパイロ アドバンス』はクォータービュー（斜め上方からの見下ろし視点）のドット絵を使用した擬似3Dアクション、『- わくわく友ダチ大作戦!』は横スクロール型2Dアクションとなっている。

### 日本国内でのシリーズ作品
以下は日本国内で発売された物を記す。メーカーは日本での発売元。
- スパイロ・ザ・ドラゴン（PlayStation、SCE）
- スパイロ×スパークス トンでもツアーズ（PlayStation、SCE）
- スパイロ アドバンス（ゲームボーイアドバンス、コナミ）
- スパイロ アドバンス わくわく友ダチ大作戦!（ゲームボーイアドバンス、ビベンディ ユニバーサル ゲームズ）
- スパイロ・ザ・ドラゴン（S!アプリ、メディアソケット）
- スカイランダーズ スパイロの大冒険（PlayStation 3、Wii、Wii U、ニンテンドー3DS、スクウェア・エニックス）
- Spyro Reignited Trilogy（PlayStation 4、Xbox One、アクティビジョン）※ゲーム内は英語
- スカイランダーズ リング ・オブ・ヒーローズ（Android、iOS、Com2uS）

日本国内で発売されていない物については#日本国外での主なシリーズ作品を参照。

## スパイロ・ザ・ドラゴン
『スパイロ・ザ・ドラゴン』（Spyro the Dragon）は、1999年4月1日にPlayStation用ソフトとしてソニー・コンピュータエンタテインメント（現・ソニー・インタラクティブエンタテインメント）から発売された。アメリカで1998年9月10日に発売された同名ソフト"Spyro the Dragon"の日本ローカライズ版である。
2008年3月12日よりゲームアーカイブスにて、PS3とPSP向けに配信が開始された。PS3用振動コントローラ「DUALSHOCK 3」にも対応しているが、PocketStationには対応していない。

### 作品解説
舞台はドラゴン達が暮らす平和な世界。昔追放された魔物、ナスティ・ノークが話題になった。悪口を聞いてナスティは激怒して、ドラゴン族に恨みを持つようになった。ある日、ナスティは魔法でドラゴン達をクリスタルに変えてしまった。難を逃れた小さなドラゴン、スパイロはナスティを倒して平和を取り戻すために旅に出る。
ほのぼのとした幻想的な世界観で操作も簡単。ほぼ全編フルボイスで、テクスチャの質感も初代PS用ソフトとしては綺麗な部類に入る。また、1つのステージ内では全くと言っていいほど読み込みがなく、この面ではプレイヤーにストレスを感じさせない作りとなっている。
しかしカメラの移動システムに少々難があり、視点の切り替えが一瞬で出来なかったり、途中でカメラが壁に引っかかってしまったりなどの問題点もあった。日本版では3D酔い対策でオリジナルの北米版からカメラの動きが変更されていることも、この難点の一因である（日本版の変更点を参照）。

### ゲームシステム
スパイロはドラゴンの世界にある6つのワールドを冒険する。道中、クリスタルにされたドラゴンを助けたり、マップ上にちらばるダイヤなどを集めたり、盗賊に盗まれたドラゴン族の卵を取り返したりしながら冒険を進めていく。

#### ホームとステージ
それぞれのワールドは最終ステージを除いて「- ガーデン」（日本語版のみ）という名前が付いており、箱庭のような形態となっている。ガーデンは、基本となるホームと、そこから行くことができるいくつかのステージで構成される。ホーム内にはゲートと呼ばれる門がいくつかあり、それぞれ別々のステージに繋がっている。ただし条件を満たさなければ行くことができないステージも存在する。
各ステージには敵やダイヤなどが点在している。ステージのどこかにあるホームへのゴールに入るか、ポーズメニューから「ホームにもどる」を選ぶことでいつでもホームへと帰還できる。また、ステージには何度でも出入りすることができる。それぞれのガーデンにはボスキャラクターの出現するステージもあり、一定条件を満たすと扉が開いて挑戦できるようになっているが、ボスステージのクリアは必須ではない。
それぞれのホームのどこかには気球乗りが1人ずついて、彼らに頼めば別のワールドへ移動することができる。しかし、気球に乗せてもらうためには「ドラゴンを指定匹数助ける」「ダイヤを一定数以上集める」などの約束を果たさなければならない。条件さえ満たせばガーデン内の各ステージのクリアは必須ではなく、どんどん先のワールドに行くことも可能。また、一度行ったガーデンへ再び戻ることもできる。
ただし最終ワールド「ナスティ ワールド」のみ例外で、各ステージを順番にクリアしなければ扉が開かないようになっている。
また、各ガーデンには隠しステージとしてボーナスステージ行きのゲートが存在する。これは通常のステージと異なり、制限時間内にリングをくぐったり障害物を壊したりするミニゲームとなっている。操作が少し異なり、スパイロが最初からグライド（飛行）状態で、さらに方向キーで高度調整も可能となっている。標的は常に4種類×8個で、1種類の標的を全て壊すかくぐり抜けるとその時点でダイヤが貰え、制限時間内に全種類の標的をクリアするとコンプリートクリアとなる。途中で水や谷底に落ちてしまうと失敗となるが、この場合はミスしても残機は減らず、何度でも再挑戦が可能。

#### クリスタル・ドラゴン
各ステージには魔法でクリスタルにされてしまったクリスタル・ドラゴンが何匹か存在している。彼らに近付くことで魔法が解け、助けることが可能。ドラゴンを助けるとアドバイスなどがもらえ、その後はドラゴンがいた跡の足場に妖精が出現し、ゲームのセーブなどが出来るようになる。ただしセーブ後に中断した場合、次にデータをロードした時はセーブした場所ではなくそのステージのスタート地点から再開となる。
また、上記のメモリーカードへのセーブとは別に、ドラゴンを助けた後の足場に乗るだけでステージの進み具合が一時的に記録され、そのステージでスパイロがやられてしまった場合は最後に乗った足場からゲームが再開される。この中間記録はステージを出入りしたり、一度ゲームを中断すると解除される。

#### アイテム
ステージ内にはダイヤが無数に散らばっており、これを全て集めることがゲームの目的の1つでもある。各ステージには決められた数のダイヤが存在し、中には宝箱を壊すことや敵を倒すことで手に入るものもある。宝箱には鍵が掛かっているものもあり、ステージ内のどこかにある鍵を手に入れることで開けることができる。また、ダイヤは色によって価値が異なり、1つで5個分や10個分として扱われるダイヤもあるため、実際に集める数は表示される数値よりも少なくて済む。
一度入手したダイヤはストックされ、元のステージに再び戻っても二度と復活しない。ただし敵はステージを出入りすることで復活するが、ダイヤを既に手に入れた敵は再び倒してもダイヤは落とさず、代わりに小さな球状のいのちの玉、まれにバタフライ、1UPなどのアイテムを落とす。いのちの玉は20個集めることでスパイロの残機が1増える。
この他、一部のステージでは素早いスピードで逃げ回る盗賊が出現し、倒すことでドラゴン族のタマゴを取り返すことができる。
ステージ内で手に入れたダイヤやタマゴ、助けたドラゴンの数などはメニュー画面でいつでも確認することが可能。

#### スパークスとダメージ
スパイロは相棒のスパークス（トンボ）と常に行動している。スパイロが水に落ちたり敵から攻撃されたりすると代わりにスパークスがダメージを受ける。最初は光り輝いているスパークスだが、ダメージを受けるごとにだんだん輝きが失われていき、3ダメージ分の攻撃を受けるといなくなってしまう。スパークスがいない状態でダメージを受けるとミスとなり、スパイロの残機が1減る。また、谷底などへ落下した場合はスパークスの有無に関わらずミスとなる。
ミスした場合はそのステージ内で最後に触れたドラゴンの足場、またはスタート地点からやり直しとなる（集めたダイヤはそのまま）。スパイロの残機が全てなくなるとゲームオーバーとなるが、その後コンティニューをすれば初期残機に戻ってゲームを続きからプレイできるため、多少強引なプレイも可能。
なおボーナスステージ内では例外的に何度ミスしても残機は減らない。
ステージ中に敵とは別に存在するヒツジやカエルなどの小動物を倒すことでバタフライ（ちょうちょ）が出現し、これをスパークスが食べると体力を回復できる。また、スパークスがいない場合は小動物を倒すとバタフライの代わりにスパークスが出現する。
この他、スパークスには付近にダイヤがあると飛んで行って自動で回収する能力がある。もちろんこの能力はスパークスがいない状態では働かない。

#### スパイロのアクション
スパイロは方向キーまたは左スティックでフィールドを自由に動き回ることができ、ボタンを押すと様々なアクションが行える。
炎を吹く
○ボタンで口から炎のブレスを目の前に吹く。宝箱を壊したり敵を倒したりできるが、硬いものや金属製の装備をした敵には効かず、攻撃するためには後述のダッシュ攻撃が必要となる。また、焚き木や花火を点火する場合にも使用できる。
一部のステージでは妖精の力を借りることで、一定時間だけ強力なスーパーファイヤーを使えるようになり、普通の炎では破壊できない物も壊せるようになる。
ダッシュ
□ボタンを押し続けている間、スパイロがダッシュし続ける。この状態で宝箱や敵に突進すると、そのまま頭の角で体当たり攻撃ができる。ただし巨大な敵には効果がなく、突進するとダメージを受けてしまうものもあるため、炎攻撃と使い分ける必要がある。
ダッシュマークがある床の上からダッシュすると通常よりもスピードの速いスーパーダッシュとなり、普段は壊せないような硬い宝箱や敵を破壊できる。また、スーパーダッシュ中に上り坂でジャンプすると通常よりもはるか遠くに飛べるようになる。スーパーダッシュは壁にぶつかるとその時点で中断されてしまう。一部のステージでは複数のダッシュ床を連続して走ることでさらに強力な連続スーパーダッシュも可能。
ジャンプ、グライド
×ボタンを押してジャンプした後、もう一度×ボタンを押すとそのまま風に乗ってゆっくり下降しながら飛行（グライド）することができる。グライドをすると普通のジャンプでは届かないような場所まで飛べる。途中で△ボタンを押すとその場で落下する。高い場所からグライドして遠くの足場まで滑空することがゲームの要であり、必須テクニックとなっている。スーパーダッシュ中のジャンプの最高点からグライドを行えば、かなり遠くまで飛行できるロンググライドになる。
ボーナスステージでは最初からグライド状態で自由に空を飛べる。方向キーを上下に入れることで高度調整もできる。
ころがる
L1ボタン、またはR1ボタンを押すことで地面を左右に横転する。敵の飛び道具などを避ける場合に使用する。
みまわす
△ボタンを押すとカメラがスパイロの後ろにゆっくり移動する。カメラがスパイロの後ろにある状態でもう一度△ボタンを押し続けると視点がスパイロの真後ろになり、方向キーでスパイロの首を動かして辺りを見回すことができる。
ノーマルモードの場合、ダッシュ中に△ボタンを押し続けていると、カメラの視点が常にスパイロの向いている方向となるため迷いにくくなる。

### キャラクター
括弧内はアルファベット表記。
スパイロ（Spyro）
本ゲームの主人公。やんちゃで遊び盛り、元気いっぱいな紫色のドラゴンの子供。年齢は236歳（人間の男の子に例えると12-15歳くらい）。お人好しで正義感が強く悪い奴は許せない。ある日、ドラゴンの世界に現れた盗賊がどこかから持ってきて落としていった卵から生まれた。生まれる前から卵の中で炎を吹いていたことから、ドラゴン族の言葉で「火を吹く者」という意味の「スパイロ」と名付けられる。本来ドラゴン族は数百年に一度の決まった時期に生まれるはずが、スパイロは時期外れに生まれてしまった為に同年代の子供ドラゴンがいない。そのためやんちゃでいたずら好きに育ってしまった。
原語声優: カルロス・アラズラキ
日本版声優: 矢島晶子
スパークス（Sparx）
スパイロと冒険を共にするパートナーで、光り輝く羽根を持つ不思議なトンボ。盗賊が持ち込んだ2つの卵からスパイロと一緒に生まれたため、お互い兄弟同然のように育った。敵の攻撃などからスパイロを守り、代わりにダメージを受けてくれる。ちなみに英語ではトンボはdragonflyであり、トンボのスパークスが相棒なのはこれを引っ掛けた言葉遊びである。
原語声優: アンドレ・ソグリウゾ
日本版声優: さとうあい
ナスティ・ノーク（Gnasty Gnorc）
緑色の体をした大男。昔、ドラゴンの世界に凄い魔法を見せびらかせに行ったが、乱暴をしたために追放されてしまった。そのことを逆恨みしており、さらに子供のスパイロが大人ドラゴン達にちやほやされているのを見て嫉妬し、遠くの世界から魔法を使いドラゴン達をクリスタルに変えてしまった。本当は寂しがりや。
原語声優: マイケル・ガフ
日本版声優: 宝亀克寿

### 日本版の変更点
メッセージの日本語化やマップ名の変更などと共に、一部のシステムが変更されている。
当時、日本人プレイヤーは3Dフィールドマップの探索に弱いと言われており、プレイヤーが道に迷ってしまうことが危惧されたため、日本版では新たに立て看板が導入された。赤い看板が道案内、青い看板が操作のテクニック、白い看板がゲームのヒント、と言ったように色分けされており、要所要所に過剰なほど立てられているため非常に親切な作りとなっている。これにより大幅に探索がしやすくなった。
また、アメリカ版ではスパイロが移動した際、それに合わせてカメラも激しく動いていたため、日本でのテストプレイ時は3D酔いが多発した。そのため、日本人向けにカメラがあまり激しく移動しないような形式に変更され、スパイロや敵の移動速度もアメリカ版より遅くなり、ノーマルダッシュ中のジャンプも廃止された(スーパーダッシュ中はジャンプ可能)。
なお、一度ゲームをクリアすればアメリカ版のPassiveモード（ダッシュするとスパイロ視点へカメラが切り替わる）と同等の視点・操作である「ディレクターズカットモード」で遊ぶことができる。このモードでは、スパイロや敵の動作スピードがアメリカ版と同じ速度になり、ダッシュジャンプも可能になる。ただしメッセージや看板などは日本版のままで、アメリカ版のActiveモード（常にスパイロが向いている方向へカメラが動き続ける）に当たる視点は存在しない。

#### PocketStation対応
この他の追加要素として、PocketStationを使用してプレイした場合のみ、ボーナスステージを除く各ステージ内の特定ポイントにトンボのタマゴが1つずつ出現し、それを使って「とっくん! スパークス」というミニゲームをプレイできるようになった。このミニゲームで自分のトンボを育てれば、ゲーム本編でスパークスと入れ替えて連れていくことが可能となる（設定上はスパークスの仲間たちという扱い）。
トンボたちはそれぞれ、生まれた時点で初期能力に応じてカタカナ5文字の名前が付けられている（最高能力時の名前は「プレミアム」）。成長すれば、5ダメージ分まで耐えられる耐久力、ダイヤの位置をサーチする能力、付近の宝箱を壊せる能力など、通常よりも強力な能力を持ったトンボになる。これに合わせてか、日本版のスパークスはダメージによる体色の変化がなく常に緑色で、光り具合でヒットポイントを判断する形式となっている。

## スパイロ×スパークス トンでもツアーズ
2000年にPlayStation用ソフトとしてSCE（現・ソニー・インタラクティブエンタテインメント）から発売、2008年にゲームアーカイブスで配信。異世界に召喚されたスパイロとスパークスが新たな冒険を繰り広げる。舞台設定は異なるものの、前作の路線はそのまま新アクションなどが多数追加されている。

## スパイロ アドバンス
『スパイロ アドバンス』（Spyro Advance）は、2002年12月26日にゲームボーイアドバンス用ソフトとしてコナミ（現・コナミデジタルエンタテインメント）から発売された。アメリカで2001年10月29日に発売された"Spyro: Season of Ice"の日本ローカライズ版である。

### 作品解説
「忘れられた世界」の図書館の司書グレンドールはある日、置き忘れられた魔法の本を見付ける。その中には体をたくましく、頭を良くする呪文が記されていた。彼はさっそくその呪文を試してみたが、呪文を逆に唱えてしまったために頭が2つになってしまい、その上ひどい頭痛に悩まされることになってしまった。なんとかしようとして彼はその解決策をついに見つけ出す。それは、妖精100人分の羽から作られる解毒剤。彼は解毒剤を作るため、妖精たち全てを魔法で凍らせてしまった。
妖精のパックルは最後の力を振りしぼってスパイロたちにこの一大事を知らせる。スパイロとスパークスは妖精たちを救い出すためにフェアリーワールドへ旅立った。
開発はデジタルエクリプス（Digital Eclipse）（現・バックボーン・エンターテインメント（Backbone Entertainment））。ゲームボーイアドバンスに合わせてクォータービューの擬似3Dアクションとなっているが、基本的な操作などはシリーズをそのまま踏襲している。
ストーリーやキャラクターなどの設定は日本未発売の"Spyro: Year of the Dragon"よりも後の話となっているため、日本のプレイヤーにとってはやや置いてけぼり感は否めない。
日本版の移植はコナミコンピュータエンタテインメントスタジオが行った。今までのシリーズと比べ、パッケージなどのキャラクターイメージのデザインが一新されている。キャラクターアレンジは『ゴエモン 新世代襲名!』などのキャラクターデザインを担当したフリーイラストレーターのK-SuKeによるもの。ただしゲーム中のグラフィックはそのままとなっている。
ユニバーサルがコナミと提携を行った一環として発売されたが、コナミから発売されたスパイロは結局これ1作限りとなった。なお、欧米では続編の"Spyro 2: Season of Flame"なども発売されている。
早期購入特典でスパイロの特製ストラップを入手することができた。

## スパイロ アドバンス わくわく友ダチ大作戦!
2004年にゲームボーイアドバンス用ソフトとしてビベンディ ユニバーサル ゲームズから発売。『クラッシュ・バンディクー アドバンス わくわく友ダチ大作戦!』と連動したクロスオーバー作品。
本作はプレイヤーストックの概念が無いがその代わりミスをするとダイヤ10個失う。

## スパイロ・ザ・ドラゴン（携帯電話アプリ版）
『スパイロ・ザ・ドラゴン』（Spyro the Dragon）は、メディアソケットが運営するYahoo!ケータイ向けゲーム配信サイト「海外人気ゲーム」で2007年1月17日から配信された3G端末用S!アプリ。情報料は1ダウンロード262円（税込）。アメリカで2005年11月8日から配信された同名アプリの日本ローカライズ版。
ナスティに氷付けにされてしまったドラゴン達を助け出す2Dアクションゲーム。「ワープゲート」を使って表の世界と裏の世界を行き来できる。

## 日本国外での主なシリーズ作品
日本国外ではシリーズ作品が多数発売されており、日本語版としてローカライズされていない作品も多い。
以下はアメリカ版でのタイトルを先に記載し、ヨーロッパ版でタイトルが異なる物は併記する。これらのゲームは、据え置きゲーム機では日本の本体では基本的に動作しないが、携帯ゲーム機ではリージョンフリーのため動作する。
※PS=PlayStation、PS2=PlayStation 2、GC=Nintendo GameCube、Xbox=Xbox、GBA=Game Boy Advance、DS=Nintendo DS、Wii=Wii、Xbox 360=Xbox 360、PS3=PlayStation 3、3DS=Nintendo 3DS

### インソムニアックゲームズ開発
Insomniac Games（インソムニアックゲームズ）が開発を担当した三部作。発売元はSCEA。
- Spyro the Dragon（PS） - 日本版は『スパイロ・ザ・ドラゴン』
- Spyro 2: Ripto's Rage! / Spyro 2: Gateway to Glimmer（PS） - 日本版は『スパイロ×スパークス トンでもツアーズ』
- Spyro: Year of the Dragon（PS）

アメリカでは2002年5月8日にこの三部作が "Spyro Collector's Edition" としてセットになって再発売された。また、北米版PlayStation StoreのPS One CLASSICS（日本でのゲームアーカイブスに相当）にて、2007年10月29日より初代 "Spyro the Dragon" がPS3とPSP向けに配信開始されている。これより先に2007年7月26日には "Spyro 2" の配信もあったが、不具合が発見されたためすぐに配信中止となったが、2012年12月12日より "Spyro 2" の修正版が改めて配信し直された。その後、2009年5月7日より "Spyro 2" の修正版が改めて配信し直され、翌週の2009年5月14日からは "Spyro: Year of the Dragon" も配信が開始された。

### マルチプラットフォーム化以降
スパイロの版権がSCEから離れたため、開発会社が変更されている。
- Spyro: Enter the Dragonfly（PS2、GC） - 開発元：Equinox Digital Entertainment/Check Six Studios
- Spyro: A Hero's Tail（PS2、GC、Xbox） - 開発元：Eurocom

Xbox版 "Spyro: A Hero's Tail" は、日本国外におけるXbox 360の初代Xbox互換機能に対応している。

### ザ・レジェンド・オブ・スパイロ
『The Legend of Spyro』（日本語に訳すと「スパイロの伝説」という意味）は、新たな展開となる三部作。発売元はアクティビジョン・ブリザードの子会社であるシエラ・エンターテインメント（Sierra Entertainment）。
- The Legend of Spyro: A New Beginning （訳：スパイロの伝説 新しい始まり）（PS2、GC、Xbox、GBA、DS） - 開発元：Krome Studios、DS版のみAmaze Entertainment
- The Legend of Spyro: The Eternal Night （訳：スパイロの伝説 永遠の夜）（Wii、PS2、GBA、DS） - 開発元：Krome Studios、GBA・DS版のみAmaze Entertainment
- The Legend of Spyro: Dawn of the Dragon （訳：スパイロの伝説 ドラゴンの夜明け）（Wii、Xbox 360、PS2、PS3、DS） - 開発元：Étranges Libellules、DS版のみTantalus Media

Xbox版 "The Legend of Spyro: A New Beginning" は、日本国外におけるXbox 360の初代Xbox互換機能に対応している。欧米などでは、Xbox LiveのXbox Originals（日本のXboxクラシックスに相当）にて、2008年6月16日よりXbox版 "The Legend of Spyro: A New Beginning" がXbox 360向けに配信開始されている。日本国内からのダウンロードおよび購入はできない。

#### キャスト
| 役名               | 英語版声優 |
| ------------------ | --- |
| スパイロ           | イライジャ・ウッド |
| スパークス         | デヴィッド・スペード（2006年） ビリー・ウェスト（2007年） ウェイン・ブレイディ（2008年）                                                                  |
| イグナイタス       | ゲイリー・オールドマン |
| シンダー           | クリー・サマー（2006年） メイ・ホイットマン（2007年） クリスティーナ・リッチ（2008年）                                                                    |
| フラッシュ         | ジェフ・ベネット |
| ニーナ             | ヴァネッサ・マーシャル |
| ヴォルティール     | コーリー・バートン |
| シリル             | ジェフ・ベネット |
| テラドール         | ケビン・マイケル・リチャードソン |
| クロニックラー     | マーティン・ジャーヴィス |
| ケイン             | フィル・ラマール |
| モール・ヤイル     | ジェフ・ベネット |
| エクスユーモア     | コーリー・バートン |
| マソン             | コーリー・バートン |
| ハンター           | ブレア・アンダーウッド |
| メドウ             | フレッド・タタショア |
| ハーミット         | ケビン・マイケル・リチャードソン |
| チーフ・プロブルス | ケビン・マイケル・リチャードソン |
| コンダクター       | ケビン・マイケル・リチャードソン |
| スクラッチ         | ジェフ・ベネット |
| スニフ             | ケビン・マイケル・リチャードソン |
| ガウル             | ケビン・マイケル・リチャードソン |
| マルフォー         | マーク・ハミル |
| その他の声の出演   | ジェフ・ベネット コーリー・バートン ジェス・ハーネル クリス・ボーダーズ アンドレア・トイーアズ クリントン・スキーン クリス・ウィルソン マイケル・グラハム |

### 携帯ゲーム機向けシリーズ
据え置きゲーム機向けにも発売されている "The Legend of Spyro" シリーズと "Skylanders" シリーズは割愛する。
- Spyro: Season of Ice（GBA） - 開発元：Digital Eclipse、日本版は『スパイロ アドバンス』
- Spyro 2: Season of Flame（GBA） - 開発元：Digital Eclipse
- Spyro: Attack of the Rhynocs / Spyro Adventure（GBA） - 開発元：Digital Eclipse
- Spyro Orange: The Cortex Conspiracy / Spyro Fusion（GBA） - 開発元：Vicarious Visions、日本版は『スパイロ アドバンス わくわく友ダチ大作戦!』
- Spyro: Shadow Legacy（DS） - 開発元：Amaze Entertainment

また、欧米では2005年にカップリング作品としてGBA版の2つのソフトを1本のロムカセットにまとめたものが発売された。
- アメリカ
  - Spyro SuperPack - "Season of Ice" と "Season of Flame" の2in1
  - Crash & Spyro SuperPack - "Spyro Orange" と "Crash Bandicoot Purple" の2in1
- ヨーロッパ
  - Crash & Spyro Super Pack Vol.1 - "Season of Ice" と "Crash Bandicoot 2: N-Tranced" の2in1
  - Crash & Spyro Super Pack Vol.2 - "Season of Flame" と "Crash Nitro Kart" の2in1
  - Crash & Spyro Super Pack Vol.3 - "Spyro Fusion" と "Crash Bandicoot Fusion" の2in1

この他、欧米や韓国では携帯電話向けゲームも何作かがリリースされている。

## 映画版
2007年10月25日、『スパイロ・ザ・ドラゴン』が3DCGアニメでハリウッド映画化されることが発表され、アメリカでは当初2010年4月10日に『The Legend of Spyro 3D』（「スパイロの伝説 3D」）というタイトルで公開予定とされていた。映画版『エラゴン』の製作も手がけたジョン・デイヴィスらがプロデュースを務め、イライジャ・ウッドがスパイロの声を担当すると発表された。
しかし制作は中止となり、実際に公開されることはなかった。

## クラッシュシリーズへの友情出演
スパイロはいくつかの『クラッシュ・バンディクー』シリーズにもゲスト出演している。『クラッシュ・バンディクー レーシング』には『スパイロ2（後のスパイロ×スパークス）』の体験版を収録、『クラッシュ・バンディクー5 え〜っ クラッシュとコルテックスの野望?!?』ではラスボスとの戦いの直前に登場、ゲームボーイアドバンス版『クラッシュ・バンディクー 爆走!ニトロカート』では隠しレーサーとして使用できる。

## 関連書籍
- 『スパイロ・ザ・ドラゴン 公式ガイド』 ISBN 4-7572-0423-X アスペクト<ファミ通>、1999年4月
- 『スパイロ・ザ・ドラゴン SCEI公式 超親切攻略BOOK』 ISBN 4-08-779020-7 集英社<Vジャンプブックス ゲームシリーズ>、1999年4月
- 『スパイロ×スパークス トンでもツアーズ 公式ガイドブック』 ISBN 4-09-102837-3 小学館<ワンダーライフスペシャル>、2000年4月